# Andreas Molterer
Andreas Molterer, detto Anderl (Kitzbühel, 8 ottobre 1931 – Kitzbühel, 25 ottobre 2023), è stato uno sciatore alpino austriaco.

## Biografia

### Carriera sciistica

#### Stagioni 1950-1953
Sciatore polivalente, Andreas Molterer entrò nella nazionale austriaca nel 1950, anno in cui debuttò in campo internazionale in occasione della discesa libera dell'Hahnenkamm disputata sulla Streif di Kitzbühel il 12 marzo (7º); nel 1951 si classificò 3º nello slalom gigante del Großglockner (17 giugno) e nel 1952 si piazzò 2º nella discesa libera della Settimana internazionale di Badgastein (18-21 gennaio) e 2º nello slalom speciale dell'Arlberg-Kandahar (Chamonix, 14-16 marzo).
Nel 1953 al trofeo del Lauberhorn (Wengen, 9-11 gennaio) vinse la discesa libera, lo slalom speciale e la combinata e fu 2º nello slalom gigante, all'Hahnenkamm (Kitzbühel, 16-18 gennaio) vinse lo slalom speciale della Ganslern e la combinata e si classificò 3º nella discesa libera e 2º nello slalom gigante, alla Settimana internazionale di Sestriere (4-8 febbraio) vinse lo slalom speciale e la combinata e si piazzò 2º nello slalom gigante, al Grand Prix de Chamonix (Chamonix, 22-23 febbraio) vinse lo slalom speciale e la combinata e fu 2º nella discesa libera, alle Silberkugel-Rennen (Seefeld in Tirol, 7-8 marzo) si classificò 2º nello slalom gigante, all'Arlberg-Kandahar (Sankt Anton am Arlberg, 13-15 marzo) vinse lo slalom speciale e la combinata, all'Otto Furrer Memorial (Zermatt, 20-22 marzo) vinse la discesa libera, la combinata e il Gornergrat Derby e chiuse la stagione piazzandosi 2º nello slalom gigante del Großglockner (14 giugno).

#### Stagioni 1954-1955
Nel 1954 fu 2º nella discesa libera del trofeo del Montafon (Schruns, 16-17 gennaio) e 3º in quella dell'Hahnenkamm (Kitzbühel, 22-24 gennaio) e ai successivi Mondiali di Åre 1954 (1-7 marzo), suo esordio iridato, vinse la medaglia di bronzo nello slalom gigante e si classificò 34º nella discesa libera, 5º nello slalom speciale e 7º nella combinata; vinse quindi nuovamente la discesa libera e la combinata dell'Otto Furrer Memorial (Zermatt, 19-21 marzo), dove si piazzò anche 2º nel Gornergrat Derby, e fu 2º al trofeo Drei-Gipfel-Rennen (Arosa, 27-28 marzo), classificandosi 4º, 3º e 1º nei tre slalom giganti della competizione.
Nel 1955 si piazzò 2º nella discesa libera e nella combinata del Lauberhorn (Wengen, 8-9 gennaio) e vinse la discesa libera e la combinata dell'Hahnenkamm (Kitzbühel, 15-16 gennaio), dove fu anche 2º nello slalom speciale; alla Settima internazionale del Monte Bianco (Saint-Gervais-les-Bains/Megève, 19-23 gennaio) si classificò 2º nella discesa libera, 3º nello slalom speciale, 2º nella combinata della Coupe Émile Allais e vinse lo slalom speciale e la combinata della Settimana. Agli International American Championships (Stowe, 18-20 marzo) s'impose nello slalom gigante, nello slalom speciale e nella combinata e si piazzò 3º nella discesa libera, alla Harriman Cup (Sun Valley, 26-27 marzo) vinse la combinata e fu 3º nella discesa libera e 2º nello slalom speciale e chiuse la stagione classificandosi 2º nello slalom gigante del Großglockner (5 giugno).

#### Stagioni 1956-1957
Nel 1956 al trofeo del Lauberhorn (Wengen, 7-8 gennaio) vinse nuovamente lo slalom speciale e si piazzò 3º nella combinata e a quello dell'Hahnenkamm (Kitzbühel, 14-15 gennaio) fu 3º nella discesa libera; ai VII Giochi olimpici invernali di Cortina d'Ampezzo 1956 (26 gennaio-5 febbraio), suo esordio olimpico, conquistò la medaglia d'argento nello slalom gigante, quella di bronzo nella discesa libera (entrambe valide anche ai fini dei Mondiali 1956) e non completò lo slalom speciale. Nel prosieguo di quella stagione vinse la discesa libera, lo slalom speciale e la combinata dell'Arlberg-Kandahar (Sestriere, 9-11 marzo), la discesa libera dell'Otto Furrer Memorial (Zermatt, 16-18 marzo), dove si classificò anche 2º nella combinata e nel Gornergrat Derby, e si piazzò 2º al trofeo Drei-Gipfel-Rennen (Arosa, 23-25 marzo): fu 3º, 3º e 1º nei tre slalom giganti della competizione.
Anche nel 1957 vinse lo slalom speciale del Lauberhorn (Wengen, 12-13 gennaio), classificandosi 3º nella combinata; si piazzò quindi 2º nella discesa libera dell'Hahnenkamm (Kitzbühel, 19-20 gennaio), 2º nella discesa libera pre-iridata di Badgastein (23 gennaio) e vinse lo slalom in notturna di Bad Wiessee (29 gennaio) e quello della Settimana internazionale FIS di Garmisch-Partenkirchen (31 gennaio-3 febbraio). Agli International American Championships (Stowe, 15-17 marzo) fu 2º nello slalom gigante, alla Harriman Cup (Sun Valley, 23-24 marzo) 2º sia nello slalom speciale sia nella combinata e ai Nord American Championships (Squaw Valley, 6-7 aprile) 2º nella discesa libera.

#### Stagioni 1958-1960
Nel 1958 vinse nuovamente la discesa libera, lo slalom speciale e la combinata dell'Hahnenkamm (Kitzbühel, 17-19 gennaio) e ai successivi Mondiali di Badgastein 1958 (2-9 febbraio) si classificò 5º nella discesa libera, 6º nello slalom gigante, 8º nello slalom speciale e 5º nello slalom gigante nella combinata; l'anno dopo si piazzò 2º nella discesa libera del Lauberhorn (Wengen, 9-10 gennaio), vinse nuovamente lo slalom speciale e la combinata dell'Hahnenkamm (Kitzbühel, 16-17 gennaio) e la discesa libera e la combinata della Coupe Émile Allais  (Megève, 23-25 gennaio), dove fu anche 2º nello slalom speciale.
Nel prosieguo di quella stagione 1958-1959 si classificò 3º nella discesa libera del Grand Prix de Chamonix (Chamonix, 20-21 febbraio), vinse la discesa libera e fu 2º nello slalom speciale di Rottach-Egern (Wallberg, 7-8 marzo) e chiuse la stagione piazzandosi 3º al trofeo di Sölden (Hochsölden/Obergurgl, 24-26 aprile), classificandosi 2º e 3º nei due slalom giganti della competizione. L'anno dopo Molterer si congedò dalle competizioni partecipando agli VIII Giochi olimpici invernali di Squaw Valley 1960 (19-27 febbraio), dove fu 19º nella discesa libera e 12º nello slalom gigante.

#### Bilancio della carriera
Molterer fu uno dei più grandi sciatori della sua epoca, anche se i suoi successi furono in parte oscurati da quelli del fuoriclasse Toni Sailer, suo compaesano; nella sola stagione 1952-1953, la migliore della sua carriera, vinse 19 gare internazionali.

### Altre attività
Dopo le Olimpiadi di Squaw Valley Molterer si stabilì negli Stati Uniti, dove lavorò come istruttore di sci e contribuì alla fondazione dell'International Professional Ski Racing Associaton; dal 1970 gestì un negozio di attrezzatura sportiva ad Aspen e tornò nella natia Kitzbühel solo nel 2022, dove morì l'anno successivo.

## Palmarès

### Olimpiadi
- 2 medaglie, valide anche ai fini dei Mondiali:
  - 1 argento (slalom gigante a Cortina d'Ampezzo 1956)
  - 1 bronzo (discesa libera a Cortina d'Ampezzo 1956)

### Mondiali
- 1 medaglia, oltre a quelle conquistate in sede olimpica e valide anche ai fini dei Mondiali:
  - 1 bronzo (slalom gigante a Åre 1954)

### Classiche
Arlberg-Kandahar
- 5 vittorie (slalom speciale, combinata a Sankt Anton am Arlberg 1953; discesa libera, slalom speciale, combinata a Sestriere 1956)

Coupe Émile Allais
- 2 vittorie (discesa libera, combinata a Megève 1959)

Drei-Gipfel-Rennen
- 2 vittorie (slalom gigante/3 ad Arosa 1954; slalom gigante/3 ad Arosa 1956)

Grand Prix de Chamonix
- 2 vittorie (slalom speciale, combinata a Chamonix 1953)

Hahnenkamm
- 9 vittorie (slalom speciale, combinata a Kitzbühel 1953; discesa libera, combinata a Kitzbühel 1955; discesa libera, slalom speciale, combinata a Kitzbühel 1958; slalom speciale, combinata a Kitzbühel 1959)

Harriman Cup
- 1 vittoria (combinata a Sun Valley 1955)

Lauberhorn
- 5 vittorie (discesa libera, slalom speciale, combinata a Wengen 1953; slalom speciale a Wengen 1956; slalom speciale a Wengen 1957)

Otto Furrer Memorial
- 6 vittorie (discesa libera, combinata, Gornergrat Derby a Zermatt 1953; discesa libera, combinata a Zermatt 1954; discesa libera a Zermatt 1956)

### Campionati austriaci
- 9 ori[1] (discesa libera[senza fonte] nel 1952; slalom speciale nel 1954[46]; slalom gigante, slalom speciale, combinata nel 1955; discesa libera, slalom gigante nel 1956; slalom speciale nel 1959; slalom gigante nel 1960[senza fonte])